# Golpe de Estado na Pérsia em 1921
O golpe de Estado na Pérsia em 1921 (em persa: کودتای ۳ اسفند ۱۲۹۹) refere-se aos vários grandes eventos no Irã (Pérsia) em 1921, que levaram ao estabelecimento da dinastia Pahlavi como a casa governante do país em 1925.
Os eventos começaram com um golpe de Estado liderado por Reza Khan, apoiado pela Brigada Cossaca Persa em fevereiro de 1921. Com este golpe Reza Khan estabeleceu-se como a pessoa mais poderosa no Irã. O golpe de Estado foi em grande parte sem derramamento de sangue e enfrentou pouca resistência. Com suas forças expandidas e a Brigada Cossaca, Reza Khan lançou ações militares bem-sucedidas para eliminar movimentos dissidentes e separatistas em Tabriz, Mashhad e dos Janglis em Gilan. A campanha contra Simko Shikak e os curdos tornou-se menos exitosa e estendeu além de 1922, embora, eventualmente, concluindo com êxito persa.

## Antecedentes
No final de 1920, a República Socialista Soviética Persa em Rasht se preparava para marchar sobre Teerã com "uma força de guerrilha de 1 500 Jangalis, curdos, armênios e azeris", reforçada pelo Exército Vermelho dos bolcheviques. Este fato, juntamente com várias outras desordens, motins e tumultos no país criaram "uma aguda crise política na capital." 
Em 1921, o governante da dinastia Qajar do Irã (na época também conhecido como Pérsia) havia se tornado corrupto e ineficiente. A nação rica em petróleo era um tanto dependente da Grã-Bretanha e da Rússia para apoio militar e econômico. As guerras civis no início da década haviam ameaçado o governo e a única força militar regular no momento era a Brigada Cossaca. 
O xá Qajar em 1921 era Ahmad, que havia sido coroado com a idade de onze anos. Era considerado um governante fraco e incompetente, especialmente depois das ocupações britânicas, russas e otomanas do Irã durante a Primeira Guerra Mundial em 1911, quando a capital, Teerã, havia sido tomada pelos russos, membros de tribos armadas bakhtiaris, ao invés de tropas regulares iranianas, expulsaram os invasores. Isso diminuiu ainda mais a reputação do governo, tornando-o quase impotente em tempos de guerra.
A Grã-Bretanha, que desempenhava um papel importante no Irã, estava consternada com a incapacidade do governo Qajar para governar com eficiência. Essa ineficiência estava no contexto de uma luta de poder entre a Grã-Bretanha e a Rússia, cada qual na esperança de controlar o Irã.
No início de 1921, um oficial da Brigada Cossaca Qajar, Rezā Khan (tornou-se Rezā Shāh, também conhecido como Pahlavi), decidiu apoiar um golpe de Estado planejado, cujos conspiradores esperavam para instalar um governo mais competente. Os britânicos lançaram a sua sorte em favor de Pahlavi.

## Golpe de Estado e os eventos subsequentes

### Pahlavi toma Teerã
Em 18 de fevereiro de 1921, Reza Khan e seus cossacos alcançaram Teerã encontrando pouca resistência. No início da manhã de 21 de fevereiro, entraram na cidade. Apenas alguns policiais, tomados de surpresa, são ditos terem sido mortos ou feridos no centro de Teerã. Apoiado por suas tropas, Khan forçou a dissolução do governo e supervisionou sua nomeação como ministro da guerra. Khan também assegurou que Ahmad, ainda governando como xá, designasse como primeiro-ministro Sayyed Ziaoddin Tabatabaee.

### Tratado com a URSS
Em 26 de fevereiro, o novo governo assinou um tratado de amizade com a União Soviética, anteriormente Império Russo. Como resultado do tratado, a União Soviética cedeu algumas de suas antigas instalações russas no Irã, apesar de os diplomatas soviéticos assegurarem que seu país seria autorizado a intervir com sua força militar no Irã, desde que a intervenção fosse "autodefesa”. A URSS também desistiu de quaisquer ferrovias e portos russos no Irã.

### Mudança de primeiros-ministros
Antes do golpe de Estado, Ahmad Qavam, governador de Coração, tinha afirmado sua lealdade ao regime Cajar. Quando ele se recusou a reconhecer o governo instalado por Pahlavi, foi preso em Teerã. Durante sua prisão, Gavam alimentou um ódio do indivíduo que o havia prendido, o chefe da guarda civil Pessian. Sayyed Ziaoddin Tabatabaee, que tinha sido instalado como primeiro-ministro, foi afastado do cargo em 25 de maio por decreto do xá Ahmad. Pouco depois, Qavam foi libertado da prisão e oferecido o antigo posto de Tabatabaee.

### Reprimindo revoltas locais

#### Revolta de Pessian
Após Gavam ser nomeado primeiro-ministro, o chefe da guarda civil Pessian se viu em apuros e partiu de Teerã. Logo à frente de um exército rebelde, Pessian foi para a batalha com os exércitos de vários governadores regionais. No entanto, os rebeldes foram derrotados e Pessian foi morto. Os curdos de Coração também se revoltaram no mesmo ano.

#### Campanha de Gilan
A campanha sobre a República de Gilan foi criada no início de julho de 1921, pela principal força cossaca, liderada por Vsevolod Starosselsky. Na sequência de uma operação gendarme, liderada por Habibollah Khan (Shiabani), avaçaram sob Mazandaran e se moveram para Gilan. Em 20 de agosto, antes da chegada dos cossacos, os insurgentes se retiraram de Rasht, recuando em direção a Enzeli. Os cossacos entraram em Rusht em 24 de agosto. Embora outra perseguição aos revolucionários viriam a ser bem sucedida em Khomam e Pirbazar, tornaram-se fortemente atacados mais tarde pela frota soviética, que lhes bombardearam por artilharia pesada. Primeiramente, acreditava-se que toda a força de 700 homens, liderada por Reza Khan, seria aniquilada neste evento, embora mais tarde a taxa de baixas real foi determinada como sendo cerca de 10%, com o restante delas dispersando mediante o bombardeamento. Como resultado, Starosselski ordenou a evacuação de Rasht.
A República Soviética de Gilan oficialmente chegou ao fim em setembro de 1921. Mirza e seu amigo alemão Gauook (Hooshang) foram deixados sozinhos nas montanhas Khalkha, e morreram de congelamento.

## Consequências

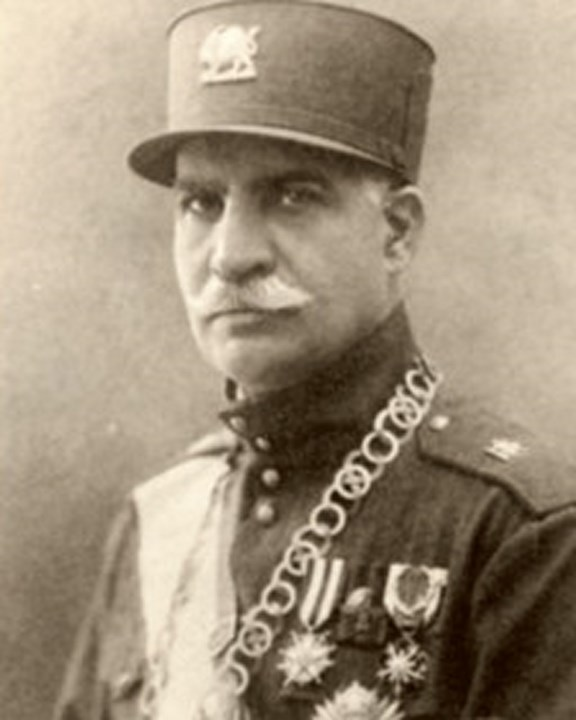
Reza Shah

Na sequência dos eventos de 1921, as relações do governo persa com o Xerifado de Mohammera também havia se tornado tensas. Em 1924, a rebelião do xeique Khazal eclodiu no Khuzistão, sendo o primeiro levante nacionalista árabe moderno liderado pelo xeique de Mohammera Khaz'al al-Ka'bi. A rebelião foi rápida e eficazmente reprimida com baixas mínimas.
Reza Khan assumiu o trono para si mesmo em 1926, tomando o sobrenome Pahlavi e fundando assim a dinastia Pahlavi. Os Pahlavis governaram o Irã até a revolução de 1979, quando o governo foi derrubado e substituído com a República Islâmica do Irã, liderada por Ruhollah Khomeini.